# Simhat Torà
Simkhat Torà (en hebreu שמחת תורה) (transliterat: Festa de la Torà), és una festivitat jueva que se celebra quan finalitza la festivitat de Sukkot, el dia 23 del mes de Tixrí, i marca el final del cicle anual de lectura de la Torà. Simkhat Torà és el dia en què s'acaba de llegir a les sinagogues la darrera part del Pentateuc, i es comença a llegir de nou des de l'inici, començant pel Gènesi.
Cada setmana es llegeix una porció de la Torà designada pels savis del judaisme, fins que finalitza la lectura completa de tot el rotlle de la Torà. La porció setmanal es diu en hebreu paraixà, i és un sermó setmanal sobre les històries de la Bíblia. Es va començar a celebrar a l'edat mitjana, quan hi havia el costum de completar en un any la lectura de la Torà.
La festa de Simkhat Torà se celebra en el país d'Israel, i també als països de la diàspora amb alegria, cants i danses, desfilant i ballant al carrer, en processó amb el rotlle de la Torà al damunt.